# Institut de Cambridge pour le leadership en matière de développement durable
 (juin 2025).
La mise en forme du texte ne suit pas les recommandations de Wikipédia : il faut le « wikifier ».
Les points d'amélioration suivants sont les cas les plus fréquents. Le détail des points à revoir est peut-être précisé sur la page de discussion.
- Les titres sont pré-formatés par le logiciel. Ils ne sont ni en capitales, ni en gras.
- Le texte ne doit pas être écrit en capitales (les noms de famille non plus), ni en gras, ni en italique, ni en « petit »…
- Le gras n'est utilisé que pour surligner le titre de l'article dans l'introduction, une seule fois.
- L'italique est rarement utilisé : mots en langue étrangère, titres d'œuvres, noms de bateaux, etc.
- Les citations ne sont pas en italique mais en corps de texte normal. Elles sont entourées par des guillemets français : « et ».
- Les listes à puces sont à éviter, des paragraphes rédigés étant largement préférés. Les tableaux sont à réserver à la présentation de données structurées (résultats, etc.).
- Les appels de note de bas de page (petits chiffres en exposant, introduits par l'outil «  Source ») sont à placer entre la fin de phrase et le point final[comme ça].
- Les liens internes (vers d'autres articles de Wikipédia) sont à choisir avec parcimonie. Créez des liens vers des articles approfondissant le sujet. Les termes génériques sans rapport avec le sujet sont à éviter, ainsi que les répétitions de liens vers un même terme.
- Les liens externes sont à placer uniquement dans une section « Liens externes », à la fin de l'article. Ces liens sont à choisir avec parcimonie suivant les règles définies. Si un lien sert de source à l'article, son insertion dans le texte est à faire par les notes de bas de page.
- La présentation des références doit suivre les conventions bibliographiques. Il est recommandé d'utiliser les modèles {{Ouvrage}}, {{Chapitre}}, {{Article}}, {{Lien web}} et/ou {{Bibliographie}}. Le mode d'édition visuel peut mettre en forme automatiquement les références.
- Insérer une infobox (cadre d'informations à droite) n'est pas obligatoire pour parachever la mise en page.

Pour une aide détaillée, merci de consulter Aide:Wikification.
Si vous pensez que ces points ont été résolus, vous pouvez retirer ce bandeau et améliorer la mise en forme d'un autre article.
 (mai 2025).
Le Cambridge Institute for Sustainability Leadership (CISL), anciennement nommé Cambridge Programme for Sustainability Leadership ou Cambridge Programme for Industry, est un « institut à impact » anglais, dédié à la promotion du leadership en matière de soutenabilité, hébergé par l'université de Cambridge.
Il travaille avec les dirigeants pour les aider à relever les défis mondiaux critiques, par le biais de la recherche-action, la convocation de groupes d'entreprises et de la formation des cadres. Il possède des antennes au Cap et à Bruxelles.
Polly Courtice a été directrice/co-fondatrice de l'institut de 1989 à 2021, et ce dernier fonctionne sous le patronage du roi Charles III.

## Histoire
Le Cambridge Institute for Sustainability Leadership a été fondé en 1989. Il était auparavant connu sous le nom de Programme de Cambridge pour l'industrie, puis de Programme de Cambridge pour le leadership en matière de développement de la soutenabilité. 
En 2015, l'Institut a lancé une initiative baptisée « Rewiring the Economy » qui définit dix tâches collaboratives pour les dirigeants d'entreprises, de politiques et de finances, avec l'objectif de jeter les bases d'une économie mondiale durable,.

## Gouvernance et personnes
L'Institut est dirigé par un conseil d'administration et un conseil consultatif ; Ses membres et certains associés principaux sont issus du monde universitaire et du monde des affaires, qui participent à la conception et à la mise en œuvre des programmes, à la recherche et au travail avec des groupes de chefs d'entreprise.
Polly Courtice a été directrice fondatrice de l'institut de 1989 à 2021.[réf. nécessaire]Elle a été nommée Dame lors des honneurs de l'anniversaire de la Reine en 2016 pour ses services en matière de leadership en matière de développement soutenable.
Depuis 2024, l'institut opère sous le patronage du roi.

## Anciens
L'Institut a[Quand ?] plus de 16 000 anciens « élèves » issus de sa formation exécutive et universitaire en leadership pour la durabilité, et un réseau d'entreprises appartenant à ses groupes de dirigeants.

## Programme d'affaires et de développement durable du prince de Galles
Le programme Business & Sustainability du prince de Galles est « un programme international destiné aux cadres supérieurs occupant des postes de direction », créé en 1994.
Il organise des séminaires dans le monde entier, et en ligne ; en 2024, ce programme comptait plus de 4 500 anciens participants.
Le programme propose des séminaires résidentiels se déroulant sur quatre jours (ou en cinq demi-journées en ligne), comprenant des conférences, des présentations d'études de cas et des discussions. Chaque groupe est dirigé par un animateur expert, et soigneusement sélectionné pour favoriser l'apprentissage entre pairs.
Ainsi, des séminaires à Melbourne ont inclus Paul Gilding, membre du CISL, et Sam Mostyn, candidate au poste de gouverneur général de l'Australie en 2024 et ancienne présidente de Chief Executive Women.
Un comité directeur mondial détermine le programme de base.

## Groupes de dirigeants
Les leaders groups sont des initiatives menées par des entreprises, réunissant des dirigeants d'entreprises au sein et entre les secteurs pour s'attaquer aux problèmes de soutenabilité qu'ils ne pourraient pas résoudre seuls. Les groupes de dirigeants sont gérés selon trois thèmes : la transformation bas carbone, la finance durable et la sécurité des ressources naturelles :

### Prince of Wales's Corporate Leaders Group
Le Prince of Wales's Corporate Leaders Group,,,. Le Corporate Leaders Group (CLG), au sein de l'Institut, est une initiative fondée en 2005 à l'initiative de Tony Blair (alors Premier ministre du Royaume-Uni), et sous la direction du prince de Galles (aujourd’hui Charles III). Il est convenu par le Cambridge Institute for Sustainability Leadership (CISL) et rassemble des dirigeants d’entreprises engagés dans la transition vers une économie bas-carbone. 
Son objectif est de mobiliser le secteur privé pour soutenir des politiques ambitieuses en matière de lutte contre le changement climatique et de développement durable. 
Il a notamment plaidé en faveur de la loi britannique sur le climat de 2008, et du paquet climat-énergie de l’UE en 2009,. La gouvernance du CLG repose sur un réseau de membres issus de divers secteurs (infrastructure, énergie, finance, industrie, etc.), qui collaborent avec des décideurs politiques pour façonner des stratégies climatiques efficaces. Son budget n’est pas explicitement détaillé, mais il est financé par les contributions de ses membres et des partenariats institutionnels. Le CLG se divise en deux groupes :
- CLG UK, une entité qui influence la politique climatique britannique ;
- CLG Europe, qui agit à l’échelle européenne.

### Natural Capital Leaders Platform
Natural Capital Leaders Platform.

### ClimateWise
ClimateWise, – the insurance industry

### Banking and Environment Initiative
The Banking and Environment Initiative.

### Investment Leaders Group
Investment Leaders Group.